# Cordia fissistyla
Cordia fissistyla là loài thực vật có hoa trong họ Mồ hôi. Loài này được Vollesen mô tả khoa học đầu tiên năm 1981.